# 19564 Ajburnetti
19564 Ajburnetti è un asteroide della fascia principale. Scoperto nel 1999, presenta un'orbita caratterizzata da un semiasse maggiore pari a 2,3157735 UA e da un'eccentricità di 0,1383601, inclinata di 7,31453° rispetto all'eclittica.